# William Barons
William Barons (également Barnes ; décédé en 1505) est l'évêque de Londres de 1504 à 1505. Il est également maître des rôles de la Cour de la chancellerie de 1502 à 1504.

## Biographie
On sait peu de choses sur ses origines familiales et ses premières années. Les rares informations dont nous disposons proviennent des Lettres de Paston, qui montrent clairement qu'il est apparenté, quoique probablement de loin, à la famille Paston. En 1504, à la mort de John Paston, il écrit à la famille pour présenter ses condoléances à la suite du décès de son « cousin Paston ».
Il obtient son doctorat en droit à l'Université d'Oxford. À la vacance de l'archidiocèse de Canterbury en 1500, il devient commissaire du chapitre et de la cour de prérogative. La même année, il obtient les concessions d'East Peckham dans le Kent et de Beaconsfield dans le Buckinghamshire ; en 1501, celle de Gedney dans le Lincolnshire, en 1502, celle de Bosworth dans le Leicestershire et en 1503, celle de Tharfield dans l'archidiaconé de Huntingdon.
En 1501, lors du mariage d'Arthur, prince de Galles, et de Catherine d'Aragon, lorsque les bans sont proclamés en la cathédrale Saint-Paul, il est convenu que le secrétaire du roi « objecterait ouvertement en latin contre ledit mariage », en invoquant des raisons pour lesquelles il ne pouvait être légal, et que Barons lui répondrait, qui devait produire la dispense. Barons, en grande faveur, est nommé maître des rôles le 1er février suivant (1502). Le 24 janvier 1503, il participe à la pose de la première pierre de la chapelle d'Henri VII à Westminster.
Le 3 août 1504, il est nommé évêque de Londres par provision papale, à la suite de la translation de William Warham à Cantorbéry, Henri VII ayant écrit en sa faveur au pape Jules II le 8 juillet précédent. Il reçoit les temporels le 13 novembre et quitte sa charge de maître des rôles le même jour. Il est consacré le 26 novembre ; il meurt le 9 ou le 10 octobre 1505.